# Scheldeprijs
La Scheldeprijs es una carrera ciclista de un día belga. Fue conocida hasta 2009 como Scheldeprijs Vlaanderen.
En 98 ediciones, han ganado 76 veces ciclistas belgas. El récord de victorias lo ostenta el alemán Marcel Kittel  con cinco ediciones, además también de tener el mayor número de victorias consecutivas (2012 a 2014). El "León de Flandes" Johan Museeuw, un especialista en las carreras de los flandes, nunca ha ganó el Scheldeprijs Vlaanderen. Sin embargo, terminó su carrera deportiva después de la edición de 2004.
Disputado en carreteras llanas, la carrera a menudo termina con un esprint. El recorrido incluye algunas partes pavimentadas.
Desde 2021, cuenta con una versión femenina homónima.

## Historia
La primera edición tuvo lugar el 8 de julio de 1907, lo que la hace la más antigua de Flandes (a pesar de este dato, el Tour de Flandes creada en 1913 es ahora más prestigioso). Los primeros años de salida y llegada se celebraron en Amberes, la carrera se concluía en el velódromo Zurenborg ahora destruido. La salida se dio luego en Merksem y después en Deurne, un suburbio de Amberes, hasta 1996, cuando la carrera se reinició desde el centro de la ciudad, en la Gran Plaza de Amberes. Hoy en día, se corre el miércoles anterior a la París-Roubaix y la línea de meta está situada en la ciudad de Schoten (Provincia de Amberes) donde el pelotón realiza tres vueltas a un circuito de 15 km.
Desde la creación de los Circuitos Continentales UCI en 2005 formó parte del UCI Europe Tour, en la categoría 1.HC (máxima categororía de estos circuitos). En 2020 fue incluida en la recién creada UCI ProSeries bajo la categoría 1.Pro.

## Palmarés
| Año                                                                  | Ganador                | Segundo                   | Tercero                  |
| -------------------------------------------------------------------- | ---------------------- | ------------------------- | ------------------------ |
| 1907                                                                 | Maurice Léturgie       | Eugène Platteau           | François Verstraeten     |
| 1908                                                                 | Adrien Kranskens       | Guido De Vogelaere        | Jules Bayens             |
| 1909                                                                 | Raymond Van Parijs     | Jules Wiot                | Georges Baets            |
| 1910                                                                 | Florent Luyckx         | Jozef Bouw                | Louis Valckenaers        |
| 1911                                                                 | Florent Luyckx         | Frans Tyck                | Jean Van Ingelghem       |
| 1912                                                                 | Joseph Van Wetter      | Frans Tyck                | August Vermeylen         |
| 1913                                                                 | Joseph Van Wetter      | August Vermeylen          | Louis Ysermans           |
| 1914                                                                 | Octave Jacques         | Guillaume Perwez          | Edmond Dessy             |
| 1915-1918 ediciones no realizadas debido a la Primera Guerra Mundial |                        |                           |                          |
| 1919                                                                 | Isidoor Mechant        | Karel Block               | Marcel Buysse            |
| 1920                                                                 | Victor Lenaers         | Jean-Baptiste Mosselmans  | Jacques Bervoets         |
| 1921                                                                 | René Vermandel         | Isidoor Mechant           | Jacques Van Ruysseveldt  |
| 1922                                                                 | Florent Vandenberghe   | Henri Moerenhout          | Alfons Van Hecke         |
| 1923                                                                 | Émile Thollembeek      | Maurice De Waele          | Denis Verschueren        |
| 1924                                                                 | René Vermandel         | Denis Verschueren         | Armand Van Bruaene       |
| 1925                                                                 | Karel Van Hassel       | André Verbist             | Henri Hoevenaers         |
| 1926                                                                 | Marcel Cloquet         | Van Kampenhout            | Marinus Valentijn        |
| 1926 (2)                                                             | Joseph Dervaes         | Jan Mertens               | Louis Delannoy           |
| 1927                                                                 | George Ronsse          | Armand Van Bruaene        | Rémi Van Impe            |
| 1928                                                                 | Joseph Dervaes         | André Verbist             | Jan Mertens              |
| 1929                                                                 | Joseph Wauters         | André Verbist             | Alfred Hamerlinck        |
| 1930                                                                 | Denis Verschueren      | Joseph Wauters            | August Reyns             |
| 1931                                                                 | Godefried De Vocht     | Odiel Van Hevel           | Denis Verschueren        |
| 1932                                                                 | Godefried De Vocht     | Denis Verschueren         | August Verdyck           |
| 1933                                                                 | Jan-Jozef Horemans     | Louis Hardiquest          | Louis Duerloo            |
| 1934                                                                 | Léon Tommies           | Alfred Hamerlinck         | Jef Moerenhout           |
| 1935                                                                 | Gérard Loncke          | Edward Vissers            | Gustaaf Deloor           |
| 1936                                                                 | Marcel Van Schil       | Frans Van Hassel          | Camille Michielsen       |
| 1937                                                                 | Sylvain Grysolle       | Michel D'Hooghe           | Joseph Huts              |
| 1938                                                                 | Antoine Dignef         | Aloïs De Bruyne           | Achille Buysse           |
| 1939                                                                 | Achille Buysse         | Auguste Toubeau           | Roger Vandendriessche    |
| 1940 edición no realizada                                            |                        |                           |                          |
| 1941                                                                 | Stan Ockers            | Odiel Van Den Meersschaut | Emilie Faignaert         |
| 1942                                                                 | Louis Busschops        | Lode Janssens             | Hector Bruneel           |
| 1943                                                                 | Éloi Meulenberg        | Roger Van Melkebeke       | Robert van Eenaeme       |
| 1944-1945 ediciones no realizadas debido a la Segunda Guerra Mundial |                        |                           |                          |
| 1946                                                                 | Stan Ockers            | Ernest Sterckx            | Gustaaf Van Overloop     |
| 1947                                                                 | René Mertens           | Albert Sercu              | Henri Bauwens            |
| 1948                                                                 | Achille Buysse         | Frans Knaepkens           | Theo Middelkamp          |
| 1949                                                                 | Roger De Corte         | Valère Ollivier           | Ernest Sterckx           |
| 1950                                                                 | André Pieters          | Lode Poels                | Ernest Sterckx           |
| 1951                                                                 | Ernest Sterckx         | Valère Ollivier           | Georges Claes            |
| 1952                                                                 | Roger De Corte         | Karel De Baere            | Ernest Sterckx           |
| 1953                                                                 | Hans Dekkers           | Leo Buyst                 | Karel De Baere           |
| 1954                                                                 | Roger Decock           | Willy Lauwers             | Ernest Sterckx           |
| 1955                                                                 | Albéric Schotte        | Marcel Janssens           | Jozef De Feyter          |
| 1956                                                                 | Rik Van Looy           | Marcel Janssens           | Kaj Allan Olsen          |
| 1957                                                                 | Rik Van Looy           | Rik Luyten                | Jan Van Gompel           |
| 1958                                                                 | Raymond Vrancken       | Frans Van Looveren        | Jos Van Bael             |
| 1959                                                                 | Willy Butzen           | Lucien Demunster          | Jos Van Bael             |
| 1960                                                                 | Petrus Oellibrandt     | Marcel Buys               | Michel Stolker           |
| 1961                                                                 | Raymond Vrancken       | Marcel Janssens           | Piet van Hees            |
| 1962                                                                 | Petrus Oellibrandt     | Guillaume Van Tongerloo   | Victor Van Schil         |
| 1963                                                                 | Petrus Oellibrandt     | Guillaume Van Tongerloo   | Hugo Hellemans           |
| 1964                                                                 | Jos Hoevenaers         | Jos Huysmans              | Frans Aerenhouts         |
| 1965                                                                 | Willy Vannitsen        | Louis Proost              | Jos Huysmans             |
| 1966                                                                 | Joseph Spruyt          | Henri Pauwels             | Louis Proost             |
| 1967                                                                 | Paul In 't Ven         | Henk Nijdam               | Joseph Mathy             |
| 1968                                                                 | Edward Sels            | Harry Steevens            | Gérard Vianen            |
| 1969                                                                 | Walter Godefroot       | Roger de Vlaeminck        | Marinus Wagtmans         |
| 1970                                                                 | Roger de Vlaeminck     | Raphaël Hooyberghs        | Alfons Scheys            |
| 1971                                                                 | Gustaaf Van Roosbroeck | Frans Mintjens            | Johan de Muynck          |
| 1972                                                                 | Eddy Merckx            | Herman Van Springel       | Willy Planckaert         |
| 1973                                                                 | Freddy Maertens        | Louis Verreydt            | Marc Demeyer             |
| 1974                                                                 | Marc Demeyer           | Julien Stevens            | Englebert Opdebeeck      |
| 1975                                                                 | Ronald De Witte        | Dietrich Thurau           | Freddy Maertens          |
| 1976                                                                 | Frans Verbeeck         | Roger de Vlaeminck        | Frans Van Looy           |
| 1977                                                                 | Marc Demeyer           | Ludo Peeters              | Ronan De Meyer           |
| 1978                                                                 | Dietrich Thurau        | Martin Havik              | Aad van den Hoek         |
| 1979                                                                 | Daniel Willems         | Frank Hoste               | Alfons De Wolf           |
| 1980                                                                 | Ludo Peeters           | René Martens              | Jan Raas                 |
| 1981                                                                 | Ad Wijnands            | Willy Teirlinck           | Joseph Jacobs            |
| 1982                                                                 | Ludo Schurgers         | Jan Nevens                | Charles Jochums          |
| 1983                                                                 | Jan Bogaert            | Ludo Schurgers            | Frank Hoste              |
| 1984                                                                 | Ludo Peeters           | Jean Marie Wampers        | Ludwig Wijnants          |
| 1985                                                                 | Adrie van der Poel     | Ludwig Wijnants           | Marc Sergeant            |
| 1986                                                                 | Jean Paul van Poppel   | Wim Arras                 | Eric Vanderaerden        |
| 1987                                                                 | Etienne De Wilde       | Jean Paul van Poppel      | Marnix Lameire           |
| 1988                                                                 | Jean Paul van Poppel   | Eddy Planckaert           | Hans Daams               |
| 1989                                                                 | Jean Marie Wampers     | Frank Hoste               | John van den Akker       |
| 1990                                                                 | John Talen             | Eric Vanderaerden         | Johan Museeuw            |
| 1991                                                                 | Mario Cipollini        | Jan Bogaert               | Johan Capiot             |
| 1992                                                                 | Wilfried Nelissen      | Johan Museeuw             | Michel Cornelisse        |
| 1993                                                                 | Mario Cipollini        | Wilfried Nelissen         | Giuseppe Citterio        |
| 1994                                                                 | Peter van Petegem      | Dirk De Wolf              | Dzhamolidin Abduzhaparov |
| 1995                                                                 | Rossano Brasi          | Peter Roes                | Giovanni Fidanza         |
| 1996                                                                 | Frank Vandenbroucke    | Tom Steels                | Eric Vanderaerden        |
| 1997                                                                 | Erik Zabel             | Johan Museeuw             | Andréi Chmil             |
| 1998                                                                 | Servais Knaven         | Léon van Bon              | Bart Leysen              |
| 1999                                                                 | Jeroen Blijlevens      | Erik Zabel                | Tristan Hoffman          |
| 2000                                                                 | Endrio Leoni           | Jeroen Blijlevens         | Léon van Bon             |
| 2001                                                                 | Endrio Leoni           | Jeroen Blijlevens         | Kurt Asle Arvesen        |
| 2002                                                                 | Robbie McEwen          | Tom Steels                | Stefan van Dijk          |
| 2003                                                                 | Ludovic Capelle        | Jaan Kirsipuu             | Steffen Radochla         |
| 2004                                                                 | Tom Boonen             | Robbie McEwen             | Simone Cadamuro          |
| 2005                                                                 | Thorwald Veneberg      | Tomas Vaitkus             | Simone Cadamuro          |
| 2006                                                                 | Tom Boonen             | Steven de Jongh           | Gert Steegmans           |
| 2007                                                                 | Mark Cavendish         | Robbie McEwen             | Gert Steegmans           |
| 2008                                                                 | Mark Cavendish         | Tom Boonen                | Robbie McEwen            |
| 2009                                                                 | Alessandro Petacchi    | Kenny van Hummel          | Dominique Rollin         |
| 2010                                                                 | Tyler Farrar           | Robbie McEwen             | Robert Förster           |
| 2011                                                                 | Mark Cavendish         | Denís Galimziánov         | Yauheni Hutarovich       |
| 2012                                                                 | Marcel Kittel          | Tyler Farrar              | Theo Bos                 |
| 2013                                                                 | Marcel Kittel          | Mark Cavendish            | Barry Markus             |
| 2014                                                                 | Marcel Kittel          | Tyler Farrar              | Danny van Poppel         |
| 2015                                                                 | Alexander Kristoff     | Edward Theuns             | Yauheni Hutarovich       |
| 2016                                                                 | Marcel Kittel          | Mark Cavendish            | André Greipel            |
| 2017                                                                 | Marcel Kittel          | Elia Viviani              | Nacer Bouhanni           |
| 2018                                                                 | Fabio Jakobsen         | Pascal Ackermann          | Christopher Lawless      |
| 2019                                                                 | Fabio Jakobsen         | Max Walscheid             | Christopher Lawless      |
| 2020                                                                 | Caleb Ewan             | Niccolò Bonifazio         | Bryan Coquard            |
| 2021                                                                 | Jasper Philipsen       | Sam Bennett               | Mark Cavendish           |
| 2022                                                                 | Alexander Kristoff     | Danny van Poppel          | Samuel Welsford          |
| 2023                                                                 | Jasper Philipsen       | Samuel Welsford           | Mark Cavendish           |
| 2024                                                                 | Tim Merlier            | Jasper Philipsen          | Dylan Groenewegen        |
| 2025                                                                 | Tim Merlier            | Jasper Philipsen          | Matteo Moschetti         |

Notas:
- En la edición 1985, el ciclista Marc Sergeant fue inicialmente tercero, pero fue descalificado.[4]
- En la edición 1993, el ciclista Wilfried Nelissen fue inicialmente segundo, pero fue descalificado.[4]

## Palmarés por países
| País           | Victorias | Último vencedor             |
| -------------- | --------- | --------------------------- |
| Bélgica        | 80        | Tim Merlier en 2025         |
| Países Bajos   | 11        | Fabio Jakobsen en 2019      |
| Alemania       | 7         | Marcel Kittel en 2017       |
| Italia         | 6         | Alessandro Petacchi en 2009 |
| Reino Unido    | 3         | Mark Cavendish en 2011      |
| Australia      | 2         | Caleb Ewan en 2020          |
| Noruega        | 2         | Alexander Kristoff en 2022  |
| Francia        | 1         | Maurice Léturgie en 1907    |
| Estados Unidos | 1         | Tyler Farrar en 2010        |

## Estadísticas

### Más victorias
Hasta la edición 2024.
| Ciclista             | Victorias | Años                          |
| -------------------- | --------- | ----------------------------- |
| Marcel Kittel        | 5         | 2012, 2013, 2014, 2016 y 2017 |
| Piet Oellibrandt     | 3         | 1960, 1962 y 1963             |
| Mark Cavendish       | 3         | 2007, 2008 y 2011             |
| Florent Luyckx       | 2         | 1910 y 1911                   |
| Joseph Van Wetter    | 2         | 1912 y 1913                   |
| René Vermandel       | 2         | 1921 y 1924                   |
| Joseph Dervaes       | 2         | 1926 y 1928                   |
| Godefried De Vocht   | 2         | 1931 y 1932                   |
| Stan Ockers          | 2         | 1941 y 1946                   |
| Achiel Buysse        | 2         | 1939 y 1948                   |
| Roger De Corte       | 2         | 1949 y 1952                   |
| Rik Van Looy         | 2         | 1956 y 1957                   |
| Raymond Vrancken     | 2         | 1958 y 1961                   |
| Marc Demeyer         | 2         | 1974 y 1977                   |
| Ludo Peeters         | 2         | 1980 y 1984                   |
| Jean-Paul van Poppel | 2         | 1986 y 1988                   |
| Mario Cipollini      | 2         | 1991 y 1993                   |
| Endrio Leoni         | 2         | 2000 y 2001                   |
| Fabio Jakobsen       | 2         | 2018 y 2019                   |
| Alexander Kristoff   | 2         | 2015 y 2022                   |
| Jasper Philipsen     | 2         | 2021 y 2023                   |

- En negrilla corredores activos.

### Victorias consecutivas
- Tres victorias seguidas:
  -  Marcel Kittel (2012, 2013, 2014)

- Dos victorias seguidas:
  -  Florent Luyckx (1910, 1911)
  -  Joseph Van Wetter (1912, 1913)
  -  Godefried De Vocht (1931, 1932)
  -  Rik Van Looy (1956, 1957)
  -  Endrio Leoni (2000, 2001)
  -  Mark Cavendish (2007, 2008)
  -  Marcel Kittel (2016, 2017)
  -  Fabio Jakobsen (2018, 2019)